# 隠忍自重
| ウィキペディアには「隠忍自重」という見出しの百科事典記事はありません（タイトルに「隠忍自重」を含むページの一覧/「隠忍自重」で始まるページの一覧）。 代わりにウィクショナリーのページ「隠忍自重」が役に立つかもしれません。 |